# معركة إدلب (2015)
معركة إدلب الثانية أو معركة إدلب 2015 هي عملية عسكرية شنتها فصائل المعارضة السورية المسلحة علي مدينة إدلب مركز محافظة إدلب بهدف السيطرة عليها استمرت المعركة لمدة خمسة أيام وانتهت بسيطرة مقاتلي المعارضة السورية عليها بما في ذلك المربع الأمني وبعد ذلك أطلقت المعارضة معركة النصر بهدف السيطرة علي مدينة جسر الشغور ان المسئول عن العملية هو جيش الفتح وهو تجمع كبير لفصائل المعارضة المسلحة في محافظة ادلب